# Сталь (Кам'янське)

Колишня емблема клубу

Колишня емблема клубу

«Сталь» — колишній український футбольний клуб з міста Кам'янського Дніпропетровської області. Виступав у Прем'єр-лізі чемпіонату України. Утворений у 1926 році.
Колишні назви: «Металіст» (1926—1933) «Дзержинка» (1934), збірна заводу імені Дзержинського (1935—1936), «Сталь» (1937—1948), «Металург» (1949—1997), «Сталь» (1997—2018).
В сезонах 2015/16, 2016/17 та 2017/2018 домашні матчі проводив на стадіонах «Метеор» у місті Дніпрі та «Оболонь-Арена» в Києві.

## Історія
Із футболом у Кам'янському познайомились на початку XX століття. Уже в 1913 році існувала Кам'янська футбольна ліга, основу команд якої складали робітники Дніпровського металургійного заводу і гімназисти. Війна і післявоєнна розруха призвели до того, що футбольне життя в місті майже затихло. Однак уже на початку 20-их років робились епізодичні спроби створити команду, але тільки з відродженням металургійного заводу з'явилась можливість вкладати кошти у розвиток спорту. Документально підтверджено, що вже у 1926 році існувала команда «Металіст», яка регулярно проводила матчі.
Із 1935 року команда бере участь у першості України (у 1935—1936 роках під прапором збірної міста, основу якої становили металурги), а в 1936 і 1938 роках бере участь у розіграші Кубка СРСР. У 1938 році «Сталь» стала срібним призером республіканського чемпіонату, тобто фактично, восьмою командою України, поступившись лише учасникам союзної першості — київським «Динамо» і «Локомотиву», харківським «Сільмашу» і «Спартаку», одеському «Динамо», сталінському «Стаханівцю», а також чемпіону України ворошиловградському «Дзержинцю». Цей успіх залишається найвищим досягненням дніпродзержинського футболу за всю його історію. У 1937—1940, 1944—1950 роках команда брала участь у Кубку республіки серед виробничих колективів.
У 1945 році збірна Дніпропетровської області, яка майже повністю складалася з дніпродзержинців, виграла Спартакіаду України. У 1949 році «Металург» знову став другим у республіканській першості. У 1953—1970 роках на перші ролі у міському футболі вийшов «Хімік» (пізніше команда називалась «Дніпровець» і СК «Прометей»), який і представляв Дніпродзержинськ на республіканській і всесоюзній аренах. Спортсмени «Металурга» в основному виступали в міських і обласних змаганнях, тільки у 1958 році «засвітившись» у першості України.
Після того як 1970 року команда СК «Прометей» була розформована, великий футбол повернувся до Дніпродзержинська лише у 1979 році, завдячуючи перемозі серед аматорських колективів.
Нарешті, в 1976 році було прийнято рішення відродити добрі традиції футболу Дзержинки. Завод узяв на себе забезпечення команди, в якій були задіяні не лише працівники заводу, а й найкращі гравці інших міських команд — СК «Прометей» і «Буревісника». Фактично була створена збірна міста. І успіхи не змусили себе чекати. Уже в 1978 році «Металург», перемігши в чемпіонаті України серед колективів фізкультури, завоював путівку до другої ліги союзного чемпіонату, де і виступав у 1979—1985 роках. Найвище досягнення дніпродзержинців за ці роки — 12-е місце в чемпіонатах 1982 і 1983 років. Після невдалого виступу в 1985 році (поступившись за особистими зустрічами стахановському «Стаханівцю» «Металург» зайняв останнє місце) команда тільки епізодично з'являлась на республіканській арені (1989 і 1992/1993).

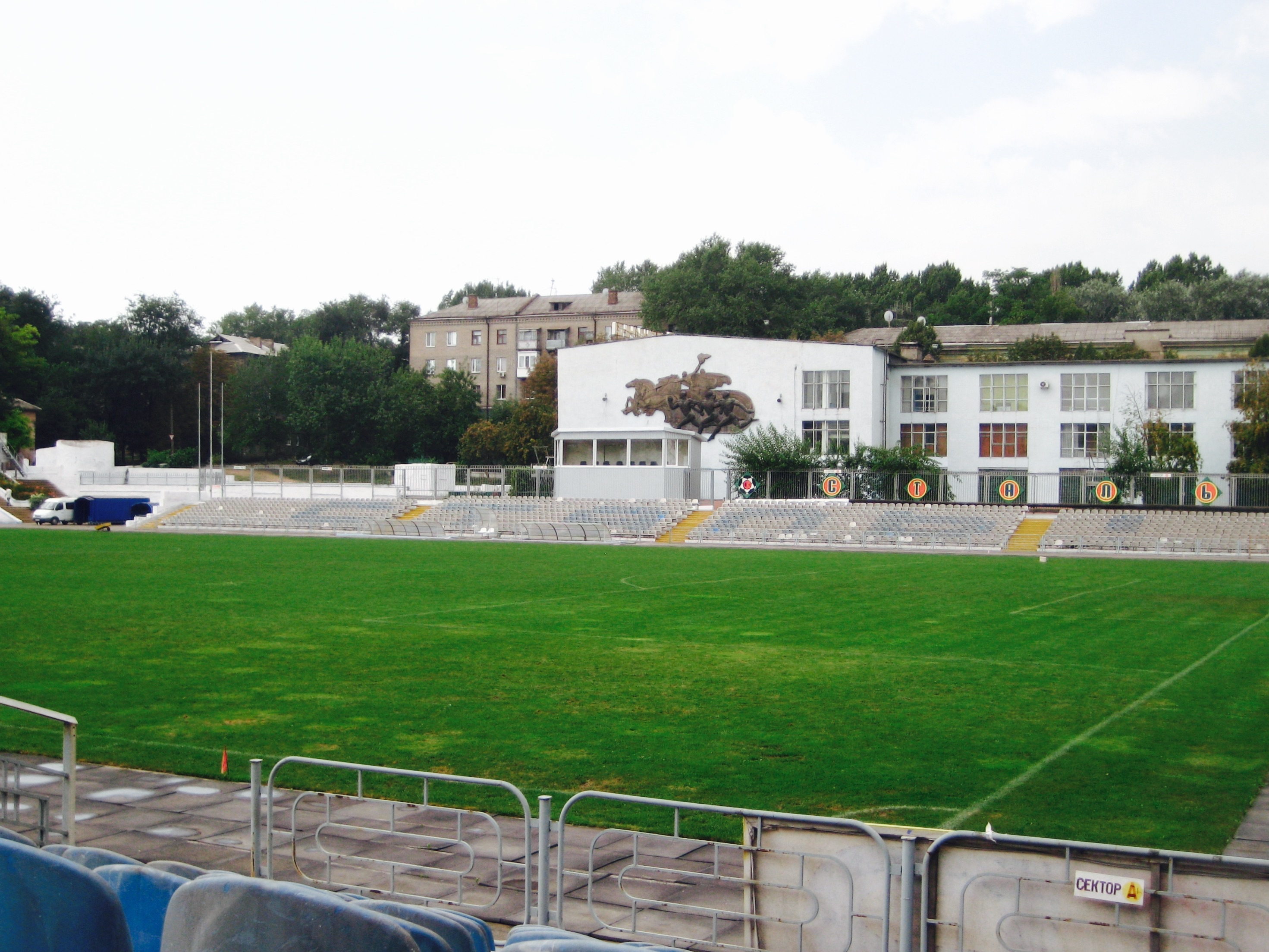
Стадіон «Металург»

На цей період припадають і дві останні перемоги дзержинців у першості області в 1988 і 1992 (весна) роках. На жаль, в 1994 році команда фактично припинила своє існування. Навіть на міському рівні честь металургійного комбінату захищали команди окремих цехів підприємства. І лише в 1998 році знову була створена збірна комбінату, якій повернули назву «Сталь», як асоціюється з найбільшими успіхами дніпродзержинського футболу.
За часів незалежності дві спроби ФК «Прометей» закріпитися у національній першості були невдалими: дніпродзержинці посідали останні місця у 1992/1993 (перехідна ліга) та 1995/1996 роках (друга ліга).
Керівництво комбінату звернуло увагу на потреби команди і це відразу позначилось на результатах. Щоправда, перший сезон в обласному чемпіонаті вийшов невдалим, але вже в наступні два сезони «Сталь» стала одним з лідерів, зайнявши відповідно 2 із місця в обласному чемпіонаті. А у 2001 році «Сталь», спробувавши сили в чемпіонаті ААФУ і вигравши Кубок області, вийшла на якісно новий рівень, ставши учасником чемпіонату України у другій лізі. Підсумок першого сезону — 12-е місце в групі «В», причому у другому колі команда показала шостий результат.
Наступного сезону досягнення «Сталі» були вагоміші — п'яте місце в турнірній таблиці, причому довгий час команда йшла в трійці. А тріумфальним для дніпродзержинців став сезон 2003/2004, коли у захоплюючій боротьбі з чернігівською «Десною» «Сталь» завоювала путівку до першої ліги. Ключовим моментом у цій суперечці став матч за 3 тури до кінця чемпіонату, коли сталевари завдали поразки «Десні» в Чернігові 2:1.
У дебютному для себе сезоні у першій лізі команда, очолювана Олександром Севидовим, зайняла дев'яте місце.
Сезон 2005/2006 «Сталь» завершила на восьмому місці, продовживши добру традицію — кожен рік підійматися сходинками таблиці. По закінченню сезону 2004/2005 років «Сталь» залишив тренерський штаб на чолі з О. В. Севидовим, пішли гравці, які визначали гру команди. Тому новому головному тренеру дніпродзержинців Віктору Маслову довелося терміново шукати їм гідну заміну. Селекційна робота видалась на славу: шестеро новачків —Пасічниченко, Білик, Романенко, Ізвеков, Катков — зразу ж завоювали місце у стартовому складі, а Микола Збарах виграв конкуренцію за місце у воротах в іншого новачка Андрія Давиденка.
Разом з футболістами, що залишилися, був створений цілком конкурентноздатний колектив. Новим наставником був зроблений акцент на організацію оборонних дій команди і всього 11 пропущених м'ячів у першому колі показали, що ця задача була вирішена блискуче. А такі матчі, як кубкова битва з «Волинню», надовго залишаться в пам'яті уболівальників. У підсумку після першого кола команда зайняла шосте місце в турнірній таблиці.
Тим не менш, запас міцності у команди був достатній для проведення тактичної перебудови. Адже керівництво клубу справедливо вважає, що гра від оборони може приносити миттєві перемоги, у той час як прогрес «Сталі» не можливий без агресивного, атакувального стилю. Узимку тренерський штаб команди поповнив В. І. Дерун і уже за традицією була проведена велика ротація складу. На жаль, на відміну від літнього міжсезоння, більшість новачків розчарувала і не затрималась у команді більше, ніж на півроку. У другому колі «сталь» неодноразово страждала від невиправданих суддівських рішень. Яскравим прикладом для всією України стала епопея з переграванням матчу з «Борисфеном», окрім того щонайменше в чотирьох виїзних матчах (зі «Спартаком» С, «Оболонню», «Нафтовиком» і «Зорею») помилки арбітрів приводили до очкових втрат команди. У підсумку команда посіла восьме місце.
Наступного сезону вийшла до 1/4 фіналу Кубка України. У середині сезону в команду прийшов новий тренер — Сергій Дірявка. У результаті команда посіла дев'яте місце в чемпіонаті першої ліги.
Чемпіонат 2007/2008 років для команди склався не вдало. Уже за 4 тури до кінця турніру команда вилетіла з першої ліги.

## Турніри

### Чемпіонат СРСР
Перемога 1978 року в чемпіонаті України серед колективів фізичної культури дозволила «Металургу» наступного року виступати у другій лізі чемпіонату СРСР. Усього команда провела у другій лізі 7 сезонів.
| Рік    | Ліга, зона, група               | I   | В  | Н  | П   | РМ      | О   | Місце    |
| ------ | ------------------------------- | --- | -- | -- | --- | ------- | --- | -------- |
| 1979   | Друга ліга, 2 зона              | 46  | 13 | 8  | 25  | 37−71   | 34  | 23 із 24 |
| 1980   | Друга ліга, 5 зона              | 44  | 11 | 11 | 22  | 47−58   | 33  | 18 із 23 |
| 1981   | Друга ліга, 5 зона              | 44  | 8  | 13 | 23  | 31−71   | 29  | 22 із 23 |
| 1982   | Друга ліга, 6 зона              | 46  | 17 | 9  | 20  | 47−47   | 43  | 12 із 24 |
| 1983   | Друга ліга, 6 зона              | 50  | 17 | 14 | 19  | 35−39   | 48  | 12 із 26 |
| 1984   | Друга ліга, 6 зона, 2 група     | 24  | 4  | 7  | 13  | 23−38   | 15  | 11 із 13 |
| 1984   | Друга ліга, 6 зона, 13−26 місця | 14  | 5  | 4  | 5   | 17−19   | 14  | 24 із 26 |
| 1985   | Друга ліга, 6 зона, 2 група     | 26  | 5  | 4  | 17  | 20−45   | 14  | 13 із 14 |
| 1985   | Друга ліга, 6 зона, 15−28 місця | 14  | 4  | 3  | 7   | 14−22   | 11  | 28 із 28 |
| Усього | 7 чемпіонатів                   | 308 | 84 | 73 | 151 | 271−410 | 241 |          |

Найвище досягнення — 12-те місце в зоні в другій лізі в чемпіонатах 1982 і 1983 років.
Найбільші перемоги:
- 4:1 («Колос» Пл, 1980 рік, Дніпродзержинськ)
- 3:0 («Новатор» Ж, 1980 рік, Дніпродзержинськ; «Прикарпаття», 1982 рік, Дніпродзержинськ; «Поділля» 1982 рік, Дніпродзержинськ; «Стахановець», 1982, Дніпродзержинськ; «Стахановець», 1983 рік, Стаханов; «Прикарпаття», 1985 рік, Дніпродзержинськ)

Найбільші поразки:
- 1:6 («Авангард» Р, 1979 рік, Рівне; «Кристал» Х, 1985 рік, Херсон)
- 0:5 («Авангард» Р, 1981 рік, Рівне; «Закарпаття», 1983 рік, Ужгород).

### Кубок СРСР
У Кубку СРСР команда провела 5 ігор. Перший матч у турнірі команда заводу імені Дзержинського зіграла вдома 18 липня 1936 року проти московської «Правди». Матч закінчився нульовою нічиєю. Наступного дня відбувся матч-перегравання, в якому москвичі перемогли 1:0. Наступного разу в Кубку команда брала участь у 1938 році. 10 травня «Сталь» удома переграла дніпропетровський «Технікум фізкультури» 7:0, а 15 травня — запорізький «Сільмаш» 4:1. А 20 травня у Дніпропетровську сталевари поступилися місцевому «Спартаку» 2:4. Це була остання гра команди в Кубках СРСР.
| Рік    | Етап        | І | В | Н | П | РМ   | О |
| ------ | ----------- | - | - | - | - | ---- | - |
| 1936   | 1/64 фіналу | 2 | 0 | 1 | 1 | 0−1  | 1 |
| 1938   | 1/64 фіналу | 3 | 2 | 0 | 1 | 13−5 | 4 |
| Всього | 2 турніри   | 5 | 2 | 1 | 2 | 13−6 | 5 |

Найбільша перемога: 7:0 («Технікум фізкультури» Д, 10 травня 1938 року, Дніпродзержинськ)
Найбільша поразка: 2:4 («Спартак» Д, 20 травня 1938 року, Дніпропетровськ)

### Чемпіонат України
Перший матч у чемпіонатах України команда зіграла 22 липня 2001 року в Куп'янську проти місцевого «Осколу». Матч закінчився нульовою нічиєю.
Усього в чемпіонатах команда провела 16 сезонів. Найвище досягнення — 8 місце в Прем'єр-лізі.
| Рік       | Ліга, зона, група        | I   | В   | Н   | П   | РМ      | О   | Місце    |
| --------- | ------------------------ | --- | --- | --- | --- | ------- | --- | -------- |
| 2001/2002 | Друга ліга, група В      | 34  | 11  | 7   | 16  | 29−47   | 40  | 12 із 18 |
| 2002/2003 | Друга ліга, група В      | 28  | 16  | 4   | 8   | 35−22   | 52  | 5 із 15  |
| 2003/2004 | Друга ліга, група В      | 30  | 23  | 6   | 1   | 53−16   | 75  | 1 із 16  |
| 2004/2005 | Перша ліга               | 34  | 14  | 7   | 13  | 42−47   | 49  | 9 із 18  |
| 2005/2006 | Перша ліга               | 34  | 13  | 9   | 12  | 34−29   | 48  | 8 із 18  |
| 2006/2007 | Перша ліга               | 36  | 15  | 8   | 13  | 42−37   | 53  | 9 із 19  |
| 2007/2008 | Перша ліга               | 38  | 3   | 11  | 24  | 23−58   | 20  | 20 із 20 |
| 2008/2009 | Друга ліга, група Б      | 34  | 21  | 7   | 6   | 62−29   | 70  | 3 із 18  |
| 2009/2010 | Друга ліга, група Б      | 26  | 15  | 6   | 5   | 38−23   | 51  | 4 із 14  |
| 2010/2011 | Друга ліга, група Б      | 22  | 10  | 7   | 5   | 32−18   | 37  | 4 із 12  |
| 2011/2012 | Друга ліга, група Б      | 26  | 15  | 3   | 8   | 34−19   | 48  | 6 із 14  |
| 2012/2013 | Друга ліга, групи Б та 4 | 32  | 15  | 4   | 13  | 63−40   | 49  | 2 із 5   |
| 2013/2014 | Друга ліга               | 36  | 23  | 8   | 5   | 81−32   | 77  | 2 із 19  |
| 2014/2015 | Перша ліга               | 30  | 17  | 9   | 4   | 45−21   | 60  | 2 із 16  |
| 2015/2016 | Прем'єр-ліга             | 26  | 7   | 8   | 11  | 22−31   | 29  | 8 із 14  |
| 2016/2017 | Прем'єр-ліга             | 32  | 11  | 8   | 13  | 27−31   | 41  | 8 із 12  |
| 2017/2018 | Прем'єр-ліга             | 32  | 6   | 8   | 18  | 23−44   | 26  | 12 із 12 |
| Усього    | 17 чемпіонатів           | 532 | 237 | 120 | 175 | 685−544 | 831 |          |

Виступи в лігах:
| Ліга         | У  | І   | В   | Н   | П   | РМ      | О   |
| ------------ | -- | --- | --- | --- | --- | ------- | --- |
| Прем'єр-ліга | 2  | 58  | 18  | 16  | 24  | 49−62   | 70  |
| Перша        | 5  | 172 | 62  | 44  | 66  | 186−192 | 230 |
| Друга        | 9  | 270 | 151 | 52  | 67  | 427−246 | 505 |
| Усього       | 16 | 500 | 231 | 112 | 157 | 662−500 | 805 |

- Найбільша перемога: 8:2 («Жемчужина» (Ялта), 25 листопада 2012 року, Дніпродзержинськ); 7:1 («Енергія» (Нова Каховка), 22 травня 2014 року, Дніпродзержинськ); 6:0 («Оболонь-Бровар», 1 червня 2014 року, Дніпродзержинськ).
- Найбільша поразка: 0:6 («Дніпро» (Дніпропетровськ), 17 жовтня 2015 року, Дніпропетровськ).

### Кубок України
Перший матч у Кубку команда зіграла 10 серпня 2002 року вдома проти донецького «Шахтаря». Господарі програли 0:2. Наступного року команда знову вилетіла з Кубка на першому етапі, програвши 10 серпня 2003 року вдома луганській «Зорі» 1:2.
У сезоні 2004/2005 команда в 1/32 фіналу на виїзді переграла ФК «Бершадь» 3:1, а в 1/16 вдома поступилася донецькому «Металургу» 2:3.
У сезоні 2005/2006 років «Сталь» вийшла до 1/8 фіналу, обігравши в 1/32 фіналу «Житичі» 1:0 в Житомирі, а в 1/16 вдома перемігши «Волинь» 3:1. У 1/8 фіналу дніпродзержинці вдома поступилися київському «Арсеналу» 0:2.
Сезон 2006/2007 був найвдалішим для «Сталі»: команда дійшла до чвертьфіналу. У 1/32 фіналу команда в Обухові переграла боярський «Інтер» 5:0, в 1/16 фіналу вдома здолала «Зорю» 1:0 в додатковий час, а на наступному етапі в серії післяматчевих пенальті дніпродзержинці вдома переграли одноклубників з Алчевська 5:4 (основний час закінчився з рахунком 1:1). У чвертьфіналі «Сталь» двічі поступилася сімферопольській «Таврії»: 1:4 в Дніпродзержинську і 0:1 у Сімферополі.
У сезоні 2007/2008 команда вибула зі змагань в другому попередньому етапі, поступившись «Геліосу» в серії пенальті (основний час 2:2)
Наступного сезону команда розпочинала з першого попереднього етапу, де перемогла з рахунком 2:0 тернопільську «Ниву», а на наступному етапі поступилася з таким самим рахунком «Олександрії».
| Рік       | Етап              | І  | В  | Н | П  | РМ    |
| --------- | ----------------- | -- | -- | - | -- | ----- |
| 2002/2003 | 1/32 фіналу       | 1  | 0  | 0 | 1  | 0−2   |
| 2003/2004 | 1/32 фіналу       | 1  | 0  | 0 | 1  | 1−2   |
| 2004/2005 | 1/16 фіналу       | 2  | 1  | 0 | 1  | 5−4   |
| 2005/2006 | 1/8 фіналу        | 3  | 2  | 0 | 1  | 4−3   |
| 2006/2007 | 1/4 фіналу        | 5  | 2  | 1 | 2  | 8−6   |
| 2007/2008 | Другий попередній | 1  | 0  | 1 | 0  | 2−2   |
| 2008/2009 | Другий попередній | 2  | 1  | 0 | 1  | 2−2   |
| 2009/2010 | 1/16 фіналу       | 2  | 1  | 0 | 1  | 1−4   |
| 2010/2011 | 1/16 фіналу       | 2  | 1  | 1 | 0  | 2−1   |
| 2011/2012 | 1/8 фіналу        | 4  | 3  | 0 | 1  | 8−7   |
| 2012/2013 | 1/16 фіналу       | 2  | 1  | 0 | 1  | 3−6   |
| 2013/2014 | 1/16 фіналу       | 2  | 1  | 0 | 1  | 2−2   |
| 2014/2015 | 1/8 фіналу        | 3  | 2  | 0 | 1  | 7−5   |
| 2015/2016 | 1/4 фіналу        | 5  | 2  | 1 | 2  | 7−10  |
| 2016/2017 | 1/8 фіналу        | 2  | 1  | 1 | 0  | 4−2   |
| 2017/2018 | 1/8 фіналу        | 2  | 0  | 2 | 0  | 2−2   |
| Всього    | 16 турнірів       | 39 | 18 | 7 | 14 | 58−60 |

Найбільша перемога: 5:0 («Інтер», 11 серпня 2006 року, Обухів).
Найбільша поразка: 0:6 («Іллічівець», 23 вересня 2012 року, Дніпродзержинськ).

### Аматорська ліга України і чемпіонат ААФУ
За часів незалежності України команда двічі брала участь в чемпіонатах серед аматорів. У сезоні 1992/1993 команда посіла десяте місце у своїй групі. А в чемпіонату 2001 року — друге місце в групі на першому етапі, від участі у другому етапі команда відмовилась, оскільки заявилась у другу лігу чемпіонату.
| Рік       | Ліга, група, зона               | І  | В | Н  | П  | РМ    | О  | Місце   |
| --------- | ------------------------------- | -- | - | -- | -- | ----- | -- | ------- |
| 1992/1993 | Аматорська ліга, 5 зона         | 26 | 6 | 11 | 9  | 30−30 | 23 | 10 з 14 |
| 2001      | Чемпіонат ААФУ, 1 етап, 5 група | 4  | 2 | 1  | 1  | 5−4   | 7  | 2 з 3   |
| Всього    | 2 чемпіонати                    | 30 | 8 | 12 | 10 | 35−34 |    |         |

## Досягнення

### Україна
Чемпіонат України
- Срібний призер — 1938, 1949

Друга ліга
- Переможець турніру команд другої ліги, група «В» у сезоні 2003/04 рр.

Чемпіонат КФК
- Чемпіон України серед колективів фізичної культури у 1978 році.

Кубок України
- Чвертьфіналіст Кубка України 2006/2007 («Таврія», 1:4 та 0:1) та 2015/2016 («Дніпро» (Дніпропетровськ), 0:3 та 1:4).